# Kryvy Rih
Kryvy Rih (em ucraniano: Кривий Ріг pronunciado: Krevoí Ria) é uma cidade do oblast de Dnipropetrovsk, no sudeste da Ucrânia, importante centro industrial e centro administrativo do raion de Kryvy Rih, embora não pertencente a ele. De acordo com o senso da Ucrânia, a cidade tinha 612 750 mil habitantes em 2021.
Foi fundada pelos cossacos, no século XVII. Durante o domínio russo, foi chamada  Krivoi Rog. A primeira menção escrita a Kryvy Rih data de 27 de abril de 1775. No século XIX, foi uma importante cidade de mineração de ferro. Durante a Segunda Guerra Mundial as indústrias da cidade foram evacuadas. Depois a cidade foi reconstruída e tornou-se um importante centro industrial da Ucrânia. Nela está localizada a Universidade Nacional de Kryvy Rih.
É conhecida por ser a cidade natal do atual presidente da Ucrânia Volodymyr Zelensky.

## Cidades-irmãs
- Berna, Suíça
- Handan, China